# Wu Weifeng
Wu Weifeng (5 de agosto de 1966) es una deportista china que compitió en judo. Ganó una medalla de bronce en el Campeonato Mundial de Judo de 1989, y una medalla de plata en los Juegos Asiáticos de 1990.

## Palmarés internacional
| Campeonato Mundial | Campeonato Mundial    | Campeonato Mundial | Campeonato Mundial |
| Año                | Lugar                 | Medalla            | Categoría          |
| ------------------ | --------------------- | ------------------ | ------------------ |
| 1989               | Belgrado (Yugoslavia) | Medalla de bronce  | –72 kg             |
| Juegos Asiáticos   |                       |                    |                    |
| Año                | Lugar                 | Medalla            | Categoría          |
| 1990               | Pekín (China)         | Medalla de plata   | –72 kg             |